# Grobnica za Borisa Davidoviča
Grobnica za Borisa Davidoviča (podnaslovljena: Sedam poglavlja jedne zajedničke povesti) zbirka je od sedam novela objavljena 1976. godine, srpskog pisca Danila Kiša.
Novele se temelje na povjesnim događajima i bave se temama političke obmane, izdaje i ubojstva u istočnoj Europi u prvoj polovini 20. stoljeća (osim novele Psi i knjige u kojoj se radnja odvija u 14. stoljeću). Neke od priča su napisane kao fiktivni životopisi u kojima glavni likovi interaktivno djeluju sa stvarnim osobama.
Kiš je ovu knjigu napisao dok je radio na sveučilištu u Bordeauxu, motiviran uglavnom svojom frustracijom prouzročenom neznanjem i nevjerovanjem svojih studenata koji su, mahom ljevičarski orijentirani, odbijali povjerovati u samo postojanje gulaga.
Knjiga je u bivšoj državi doživjela desetine izdanja, a prevedena je na više od 20 jezika.

## Novele
Svaka priča, osim posljednje, posvećena je nekom Kišovom suvremeniku.

### Nož sa drškom od ružinog drveta
Priča je posvećena Mirku Kovaču. Radnja priče odvija se između 1925. i 1940. godine.
Mikša (Miksat Hantesku) vješti je krojački šegrt kod majstora E. M. Mendela. Svake noći, Mendelu nestaje po jedna dragocjena kokoška iz kokošinjca. Kada ni poslije nekoliko probdjevenih noći Mendel ne uspije uloviti tvora koji mu krade kokoške, očajan se obraća Mikši koji mu obećava da će odmah riješiti problem. Naredne večeri, Mikša tvoru postavlja zamku u kojoj ga ujutru i nalazi, kači ga za dovratnik i dere ga živog. Vidjevši prizor oderanog tvora, Mendel otpušta Mikšu i proklinje ga i Mikša se otad više ne uspijeva zaposliti ni kod jednog majstora, osim kod M. L. Jusefa, „najgoreg od svih majstora“, iako i kod njega dobiva otkaz poslije samo dva dana. Mikša se zaklinje da će se majstorima („talmudistima“) jednog dana osvetiti.
Mikša potom upoznaje E. V. Ajmikea koji ga uvodi u tajnu revolucionarnu organizaciju. Nakon par mjeseci, Ajmike mu povjerava da u organizaciji postoji doušnik kojeg treba ubiti, ali mu ne saopćava njegovo ime, već samo lokaciju gdje Mikša sutra se treba sastati s izdajnikom. Mikša se sutra u zakazano vrijeme susreće s Hanom Kšiževskom koju, bez progovorene riječi davi i tijelo joj baca u rijeku. Međutim, Kšiževska u vodi neočekivano dolazi svijesti, koprca se i dopire do suprotne obale. Mikša hitro prelazi preko obližnjeg mosta i zadaje joj desetine uboda nožem, vadi joj utrobu i baca tijelo u rijeku.
Ovo ubojstvo isprva ostaje nerješeno. Nakon što je, nekoliko godina kasnije, uhićen za podmetanje požara u tvornici u kojoj je radio, Ajmike priznaje da je zapravo on bio doušnik, te otkriva Mikšu kao ubojicu Kšiževske. Dvije godine kasnije Mikša, koji se sada krio pod pseudonimom M. L. Hanteši, biva uhićen i mučen mjesecima. Napokon, pristaje napisati priznanje da je ubio Kšiževsku i pritom, ugledavši portret Staljina na zidu istražiteljeve kancelarije, neočekivano navodi i imena svih ostalih revolucionara iz grupe, kao i imena majstora Mendela i Jusefa (koji su kasnije svi poslani na dugogodišnju robiju), te umire u gulagu nekoliko godina kasnije.

### Krmača koja proždire svoj okot
Priča je posvećena Borislavu Pekiću.
Gould Verskojls je sin carinika koji u svojim dvadesetima napušta rodni, turobni Dublin u potrazi za boljim životom. Ubrzo, 1936. godine, dolazi u Španjolsku gdje postaje dragovoljac na strani republikanaca u Španjolskom građanskom ratu. Jednog dana krišom priopćava svom komandantu da povjerljive poruke dospjevaju u pogrešne ruke, ali ga komandant ignorira, smatrajući ga naivnim. (Kasnije će se saznati da mu je Verskojls priopćio kako poruke stižu do sovjetskih vlasti.)
Par dana kasnije Verskojls je na prevaru doveden na vojni parobrod na kojem je navodno trebao napraviti sitnu popravku, te je odmah zatočen u potpalublju. Nakon tri dana zatočeništva, u ćeliji mu se pridružuju dvojica uhićenih komunista i trio provodi naredne dane u žustroj diskusiji, dok brod nije najzad stigao na odredište. Sva trojica su potom sprovedena u gulag gdje strahovito pate.
Tijekom transfera ka nekom drugom logoru Verskojls slučajno saznaje da ga je potkazao upravo Čeljustnikov, pomoćnik komandanta koji je bio prisutan u kancelariji kada je Verskojls ovome povjerio svoje saznanje o sovjetskoj špijunaži. Nekoliko godina kasnije, Verskojls gine u neuspjelom pokušaju bijega iz gulaga.

### Mehanički lavovi
Priča je posvećena Andréu Gideu (posveta je napisana na francuskom jeziku: Hommage à André Gide), a glavni dio radnje odvija se u Kijevu, studenog 1934. godine.
A. L. Čeljustnikov je sovjetski aparatčik, veteran Španjolskog građanskog rata, novinar lokalnog lista i ljubavnik Nastasje Fedotjevne, žene svog šefa. Jednog dana, u zoru, on je pozvan u podružnicu KP SSSR-a gdje mu je rečeno da sutra u grad stiže uvaženi gost, Édouard Herriot, značajan francuski političar, vođa radikala i gradonačelnik Lyona. Pjasnikov, sekretar podružnice, objašnjava Čeljustnikovu da je Herriot nereligiozan, ali da i dalje staje u zaštitu ljudskih prava pripadnika klera. S tim u vidu, dvojac provodi dan u žurnim pripremama, te Pjasnikov i odbor za doček sutra dočekuju Herriota na željezničkoj postaji s čije zgrade prethodno uklanjaju jedan boljševički transparent.
Čeljustnikov odmah po Herriotovom dolasku odlazi u crkvu Svete Sofije koja služi kao pivnica, te dovodi grupu zatvorenika da građevinu hitno preurede da bi ličila na funkcionalnu crkvu. Zatim, odlazi u kazalšte gde ga kostimiraju u protojereja, i to toliko dobro da ga ni njegov vozač nije uspio prepoznati. Uvečer, Herriot stiže u crkvu, a „pop“ Čeljustnikov održava lažnu liturgiju  „vjernicima“ sačinjenim od članova podružnice i njihove rodbine. S obzirom na vjerodostojan izgled kompletnog događaja, Herriot se sutra vraća u Francusku zadovoljan, i bilježi prijatne utiske sa svoje posete.
Četiri godine kasnije, Čeljustnikov biva zatvoren na deset godina pod optužbom da je podrivao vlast, sudjelovao u jednom ubojstvu, i da se u Španjolskoj bio pridružiti trockistima, a zapravo zbog toga što je razotkrivena njegova ljubavna afera. Nekoliko godina po oslobađanju, rehabilitiran je, i na kraju posećuje spomen-knjižnicu Édouarda Herriota u Lyonu.
Svega par tjedana nakon završetka rada na knjizi, Kiš slučajno saznaje da je izvjesni Édouard Herriot zapravo postojao i da je bio važna javna osoba u Francuskoj, i to upravo u periodu kada se odvija radnja priče. Stoga, Kiš prepravlja početak priče i već u prvoj rečenici navodi da je u priči, Édouard Herriot jedina povjesna osoba.

### Magijsko kruženje karata
Priča je posvećena Karlu Štajneru.
Doktor Karl Georgijevič Taube je ubijen u svojoj kancelariji, naizgled bez razloga. Motiv ubojstva se saznaje tek četiri godine kasnije kada je uhićen Kostik Koršunidze, dugogodišnji robijaš u gulagu gde je robijao zajedno s Čeljustnikovim i Nastasjom Fedotjevnom, i kada je nakon toga otkriveno da su otisci prstiju na alatu kojim je Taube ubijen – njegovi.
Taube je rođen u malom gradu, ali je bio osoba s krupnim revolucionarnim ambicijama; objavljivao je zapaljive tekstove (koristeći i pseudonime), surađivao je s Borisom Davidovičem Novskim, i bio jedan od prvih zatvorenika u Dachau. Nakon što se razočarao u zapadnjački nedostatak vjere u komunističke ideje, a i u zapadnjačko sljepilo za stvarnost užasa koncentracijskog logora, Taube odlazi u Moskvu gdje godinu dana radi u raznim državnim strukturama, a potom biva uhićen. Po uhićenju, biva premještan iz gulaga u gulag, i u jednom od njih obavlja kiruršku operaciju kojom spašava dva od četiri prsta bivšem obijaču koji je pokušao odsjeći ih, kako bi bio lišen kuluka. Pacijent, po imenu Segidulin, zaklinje se da će se za ovu operaciju doktoru osvetiti smrću, ali mijenja mišljenje nakon što saznaje da bi ipak mogao biti pomilovan i pušten na slobodu.
U jednoj kartaškoj partiji odigranoj u ćeliji, Koršunidze gubi od Segidulina i time preuzima na sebe obvezu ubojstva doktora Taubea. Doktor, međutim, saznaje za prijetnju (vjerojatno od samog Segidulina) te biva već sutradan premješten u drugi, udaljeni logor, i Koršunidze ne uspijeva doći do njega sljedećih osam godina. Napokon, Koršunidze slučajno saznaje da je Taube rehabilitiran i da je postao upravnik u jednoj udaljenoj bolnici. Odmah odlazi tamo i ubija Taubea u kancelariji, sleđa.

### Grobnica za Borisa Davidoviča
Priča je posvećena uspomeni Leonida Šejke.
Boris Davidovič Melamud, poznatiji pod prezimenom Novski, značajan je sudionik revolucije, kog povijest nije dostojno upamtila. Rođen je iz veze kćeri lokalnog učitelja i Davida Abramoviča, jedinog Židova u regimenti. Već u ranoj mladosti, bio je buntovan: bježao je od kuće, potom je kojekuda nadničio, a s dvadesetak godina ulazi u petrogradsko visoko društvo gdje se predstavlja kao Zemljanikov i šarmira dame. Ipak, ubrzo pada na niske grane, nakon što je par puta uhićen zbog učešća u krijumčarenju oružja, u jednoj velikoj pljački, i u revolucionarnim bombaškim akcijama, te je zatvoren u ludnicu, iz koje uspijeva pobjeći i prebaciti se u Pariz gdje postaje sindikalni zvaničnik.
Početkom Prvog svjetskog rata, sklanja se na jug Francuske gde je ponovo uhićen, a potom seli u Berlin gdje u novinama objavljuje socijalističke tekstove. Nakratko se primiruje u Švicarskoj, a na vijest da je u Petrogradu izbila revolucija, ponovo se aktivira, na strani boljševika te se bori u građanskom ratu u kom je i lakše ranjen. U ovom periodu se i ženi, ali je brak trajao kratko. Novski službuje i kao diplomat, a po okončanju rata nastupa kao predstavnik na pregovorima s Engleskom i stupa u kontakt s tamošnjim sindikatima.
Boris Davidovič Novski uhićen je krajem 1930. godine, nakon što ga je potkazao jedan zatvorenik svojim priznanjem da je špijunirao za Englesku. Novski pada u nadležnost istražitelja Fedjukina i biva podvrgnut mučenju ne bi li dao lažno priznanje na svoju štetu. Novski se, sada u svojim kasnim tridesetim, iscrpljen i izmučen, ipak odupire i odbija da lažnim priznanjem ukalja svoj bogati životopis. Međutim, Fedjukin mijenja taktiku i dvije večeri zaredom izvodi Novskog iz samice i suočava ga s po jednim, tek uhićenim zatvorenikom; ucjenjuje ga zatvorenikovim životom, a pošto Novski ne prizna, zatvorski čuvari ovog odmah ubiju.
Treće večeri, Novski pristaje na razgovor, ali je odmah smješten u bolnicu. Nakon djelomičnog oporavka suočava se s Fedjukinom i dvojac provodi noći u raspravi oko teksta priznanja (prvobitna optužnica o špijuniranju za Engleze je odbačena); nakon dva tjedna ubjeđivanja, Novski je najzad zadovoljan postignutom inačicom svog priznanja. Dva mjeseca kasnije, Fedjukin, neočekivano, ponovo mijenja optužnicu jer je u međuvremenu iznudio lažna priznanja od neke druge dvojice zatvorenika. Na to se Novski u ćeliji pokušava ubiti, ali ga spašavaju i Fedjukin ponovo mijenja optužnicu u kojoj ovog puta imenuje Novskog za vođu grupe sabotera, smatrajući da mu, uzdizanjem na bitniju ulogu, čini uslugu. Najzad, na suđenju, Novski se nada smrtnoj kazni strijeljanjem kao časnom skončanju, ali ipak, nakon još godinu dana tamnovanja, prognan je u Sibir.
U zimu 1937. godine, Novski je ponovo uhićen, ali iz gulaga uspjeva ponovo pobjeći. Četvrtog dana bijega, stražari ga nalaze kod neke ljevaonice, žure ga uhititi, ali on umire skočivši sa skele u kotao užarene šljake.

### Psi i knjige
Priča je posvećena Filipu Davidu i zapravo je prijevod zapisa jednog svećenika iz vremena inkvizicije na jugu Francuske.
Krajem 1330. godine, monsinjor Jacques Fournier, biskup Palmeirsa, saznaje da se David Neuman, lokalni Židov, nakon što je bio pokršten, vratio na judaizam, i daje ga uhititi. Neuman tijekom saslušanja prepričava događaje koji su doveli do njegovog krštenja:
Mjesec dana ranije, u Grenadi kraj Toulousa silom su pokrštena dvojica Židova koji zatim dolaze u Toulouse da se s Neumanom posavetuju oko toga je li nasilno krštenje važeće. Neuman se raspituje kod lokalnog katoličkog svećenika i, po odobrenju ovog, dvojica se ipak vraćaju judaizmu.
Nakon jednog tjedna, vlasti Toulousea dovode u grad desetine uhićenih za pokolj nad Židovima u jednom drugom gradu. Kako su ih provozili kroz grad, ovi počeše dozivati u pomoć, na šta ih građani oslobode, te svi zajedno pohrliše u židovsku četvrt, željni krvi. Dolaze tako do Neumanove kuće, upadaju u nju i uništavaju mu dragocijene knjige, a njega odvode na krštenje. On najpre odugovlači, ali ipak pristaje nakon što je uvidio da su odmah ubijeni svi koji su krštenje odbili. Pogrom traje cio dan, a počevši od večeri, Neuman traži načina poništiti svoje nasilno krštenje i odlazi u obližnji Monžiskar po savjet. Tamo ga ponovo zarobljava rulja i sutradan ga sprovode u Palmeirs, gde su Židovi imali određene građanske slobode.
Tijekom dugotrajnog isljeđivanja biskupa Fourniera, dolazi do obimne rasprave o postulatima vjere i Neuman se najzad, pod mukama, pristaje odreći judaizma. Godinu dana poslije, Neumanu ponovo sude jer je posumnjao u svoju novu vjeru, a još šest godina kasnije, mu je opet suđeno, i tom prigodom vjerojatno umire na mukama.
U napomeni nakon priče, Kiš tvrdi da je na ovaj zapisnik naišao nakon završetka pisanja naslovne novele, i navodi mnoge sličnosti između Davida Neumana i Borisa Davidoviča Novskog – njihova imena, istrajnost, tematiku, datume uhićenja, itd.

### Kratka biografija A. A. Darmolatova
A. A. Darmolatov je pjesnik revolucije, od minornog značaja, premda doseže određene pjesničke domete koji „nisu bez draži“. Surađuje s B. D. Novskim koji mu je neka vrsta političkog zaštitnika. Kada je Novski uhićen, i Darmolatov strahuje za svoju sudbinu i počinje fizički i umjetnički propadati, ali ipak ne biva uhićen.
Na Cetinju, autor knjige, tada još uvijek dijete, prisustvuje Darmolatovljevoj posjeti lokalnom muzeju gdje ovaj sjeda na izloženu Njegoševu stolicu.
U post scriptumu priče, navodi se da je bolest elefantijaza koja je već tada zahvatila Darmolatovljeve mošnje bila tako odmakla da je fotografija istih pretiskavana u udžbenicima patologije diljem svijeta.

## Optužbe za plagijat
Nekoliko mjeseci poslije objavljivanja, knjiga se našla u središtu prijepora povodom optužbi za plagijat. Napadi i optužbe su trajali mjesecima, najčešće vezani za navodno plagiranje memoarske knjige 7000 dana u Sibiru Karla Štajnera. Sam Štajner nije reagirao, a Kiš je 1978. godine objavio obimnu polemičku obranu na napade, pod nazivom Čas anatomije.

## Vanjske poveznice
Mrežna mjesta
- Mehanički lavovi
- Grobnica za Borisa Davidoviča